# Jezero Repynne
Jezero Repynne (ukrajinsky Репи́нне, Repynne) je hydrologická přírodní památka místního významu na Ukrajině. Je spravována Fondem přírodních rezervací Zakarpatské oblasti.
Nachází se na území okresu Iršava v Zakarpatské oblasti, severovýchodně od obce Lysyčovo (trakt "Repynne") a jihozápadně od obce Lozjanskyj.
Rozloha je 0,97 ha. Status přírodní památky byl přidělen rozhodnutím krajského výkonného výboru č. 414 ze dne 18. 11. 1969 a rozhodnutím krajského výkonného výboru č. 253 ze dne 23. 10. 1984. Jezero je ve vlastnictví "Dovžanského LMH".
Kolem jezera vede Zakarpatská turistická cesta